# Vila Cova de Carros
Vila Cova de Carros is een plaats (freguesia) in de Portugese gemeente Paredes en telt 688 inwoners (2001).